# جون ألان (أكاديمي)
جون ألان (بالإنجليزية: John Aitken Allan)‏ هو أكاديمي نيوزيلندي، ولد في 18 أغسطس 1897، وتوفي في 31 أغسطس 1979.